# بوریسوفسکایا (شهرستان ورخنتویمسکی، استان آرخانگلسک)
بوریسوفسکایا (به لاتین: Borisovskaya) یک منطقهٔ مسکونی در روسیه است که در استان آرخانگلسک واقع شده‌است.